# Ca Valero
Ca Valero és una casa catalogada a l'Inventari del Patrimoni Arquitectònic de Catalunya a l'extrem de ponent del nucli urbà de la vila de Ginestar, delimitat pels carrers Covadonga i de la Valleta. La construcció està bastida amb pedra sense treballar de diverses mides i maons, lligats amb abundant morter i disposats irregularment. Edifici bastit vers l'any 1906, com ho testimonia la data que presideix la llinda de la porta principal., està construït entre mitgeres de planta irregular distribuït en planta baixa, pis i golfes. La façana principal presenta un portal d'accés d'arc rebaixat, amb l'emmarcament de pedra i la clau gravada amb les inicials "V.C" i l'any 1906. Al seu costat hi ha un balcó exempt amb la llosana motllurada i el finestral de sortida rectangular i, a l'altra banda, una obertura rectangular bastida més tardanament. Al pis, damunt del portal, hi ha dos balcons exempts més i una finestra al mig, totes tres obertures d'arc rebaixat bastit amb maons. L'element més destacable de l'edifici és la galeria del pis, formada per sis obertures d'arc apuntat bastides amb maons i delimitades per baranes d'obra. Una cornisa motllurada de maons delimita la divisòria entre el pis i les golfes, obertes a l'exterior mitjançant obertures ovalades.